# Juliet, nua
Juliet, nua (originalment en anglès, Juliet, Naked) és una pel·lícula de comèdia romàntica del 2018 dirigida per Jesse Peretz basada en la novel·la homònima de Nick Hornby del 2009. Se centra en la història de l'Annie (Rose Byrne) i el seu romanç poc probable amb el cantant i compositor Tucker Crowe (Ethan Hawke), que també ha estat l'obsessió musical del seu xicot (Chris O'Dowd) durant molt de temps. La pel·lícula es va estrenar al Festival de Cinema de Sundance el 19 de gener de 2018. S'ha doblat al català oriental central per a TV3, i al valencià per a À Punt.

## Repartiment
- Rose Byrne com a Annie Platt
- Ethan Hawke com a Tucker Crowe
- Chris O'Dowd com a Duncan Thomson
- Azhy Robertson com a Jackson, el fill d'en Tucker
- Lily Brazier com a Ros Platt, la germana de l'Annie
- Ayoola Smart com a Lizzie, la filla d'en Tucker
- Lily Newmark com a Carly
- Denise Gough com a Gina
- Eleanor Matsuura com a Cat, ex d'en Tucker
- Megan Dodds com a Carrie, ex d'en Tucker
- Emma Paetz com a Grace
- Jimmy O. Yang com a Elliott
- Phil Davis com a l'alcalde Terry Barton

## Producció
El Harbour Street de Broadstairs va ser l'exterior de la casa de l'Annie Platt a Sandcliff. Els carrers i la platja de Broadstairs també van ser els de Sandcliff, així com la gelateria Morelli's. El rodatge va tenir lloc al Museu Marítim de Ramsgate, que representa l'interior del Museu Sandcliff on treballa l'Annie Platt, així com al Royal Harbour de Ramsgate, que també es pot veure en diverses escenes. La producció també es va filmar al Home Farm del districte de Swale.
La pel·lícula inclou noves cançons escrites per Ryan Adams, Robyn Hitchcock, Conor Oberst i M. Ward, així com el compositor de la pel·lícula, Nathan Larson.

## Publicació
Lionsgate i la companyia germana Roadside Attractions van adquirir els drets dels Estats Units per distribuir la pel·lícula, i planejaven estrenar la pel·lícula el 17 d'agost de 2018 a cinemes seleccionats, amb una estrena a tot el país el 31 d'agost de 2018.

## Recepció
Al lloc web d'agregació de ressenyes Rotten Tomatoes, la pel·lícula té una puntuació d'aprovació del 83% basada en 167 crítiques i una valoració mitjana de 6,9 sobre 10. El consens crític del lloc web diu: "L'arc narratiu relativament familiar de Juliet, nua s'eleva amb un treball destacat d'un repartiment encantador dirigit per Rose Byrne i Ethan Hawke, ben igualats". Metacritic dona a la pel·lícula una valoració mitjana ponderada de 67 sobre 100, basada en 33 crítiques, la qual cosa indica "crítiques generalment favorables".